# St. Laurentius (Tönning)

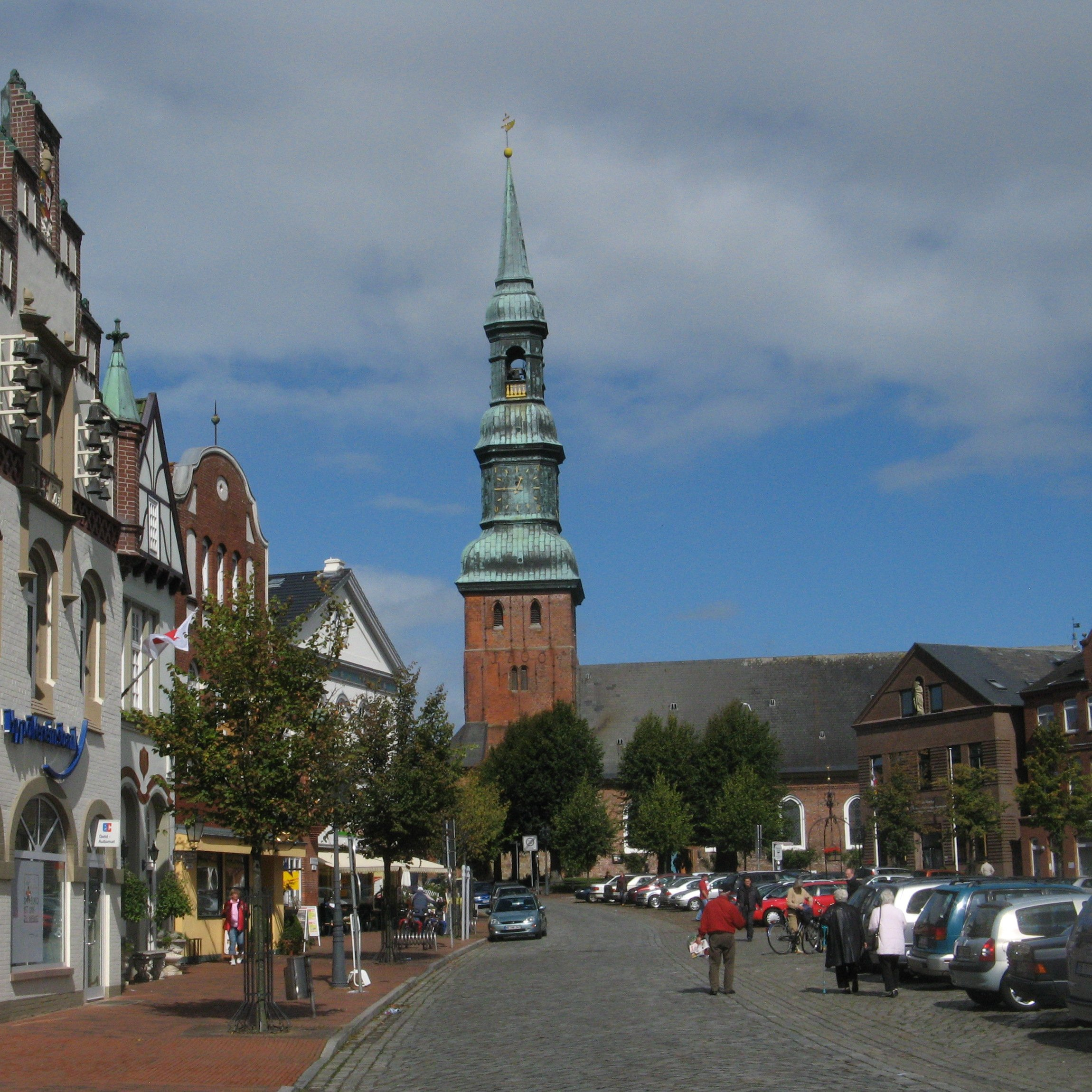
St. Laurentius überragt den Tönninger Markt

Die St.-Laurentius-Kirche in Tönning ist eine lutherische im Ursprung mittelalterliche Saalkirche auf der Halbinsel Eiderstedt. Von außen auffällig ist vor allem ihr Barockturm, mit 62 Metern der zweithöchste Kirchturm in Südschleswig.

## Die Geschichte von St. Laurentius

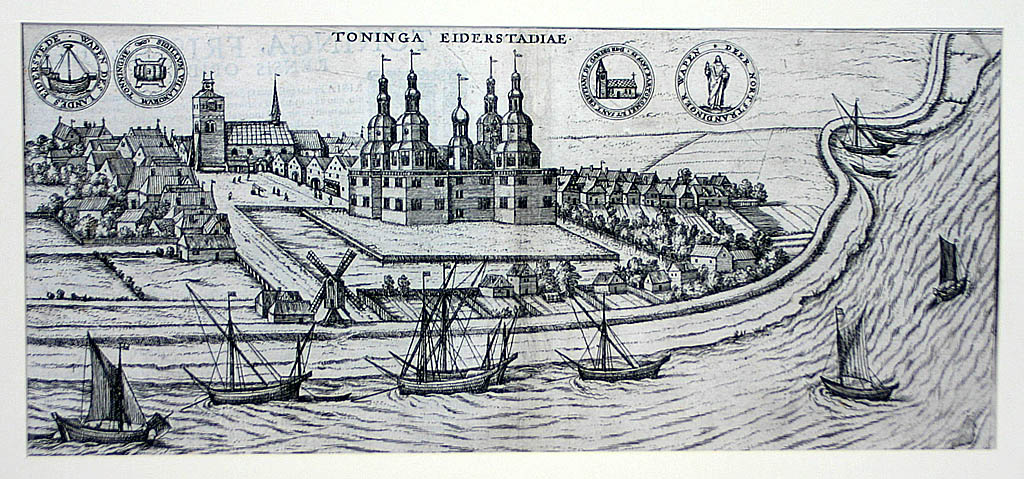
Die Laurentiuskirche noch mit niedrigem Turm und hohem Dachreiter auf einer Stadtansicht von 1598

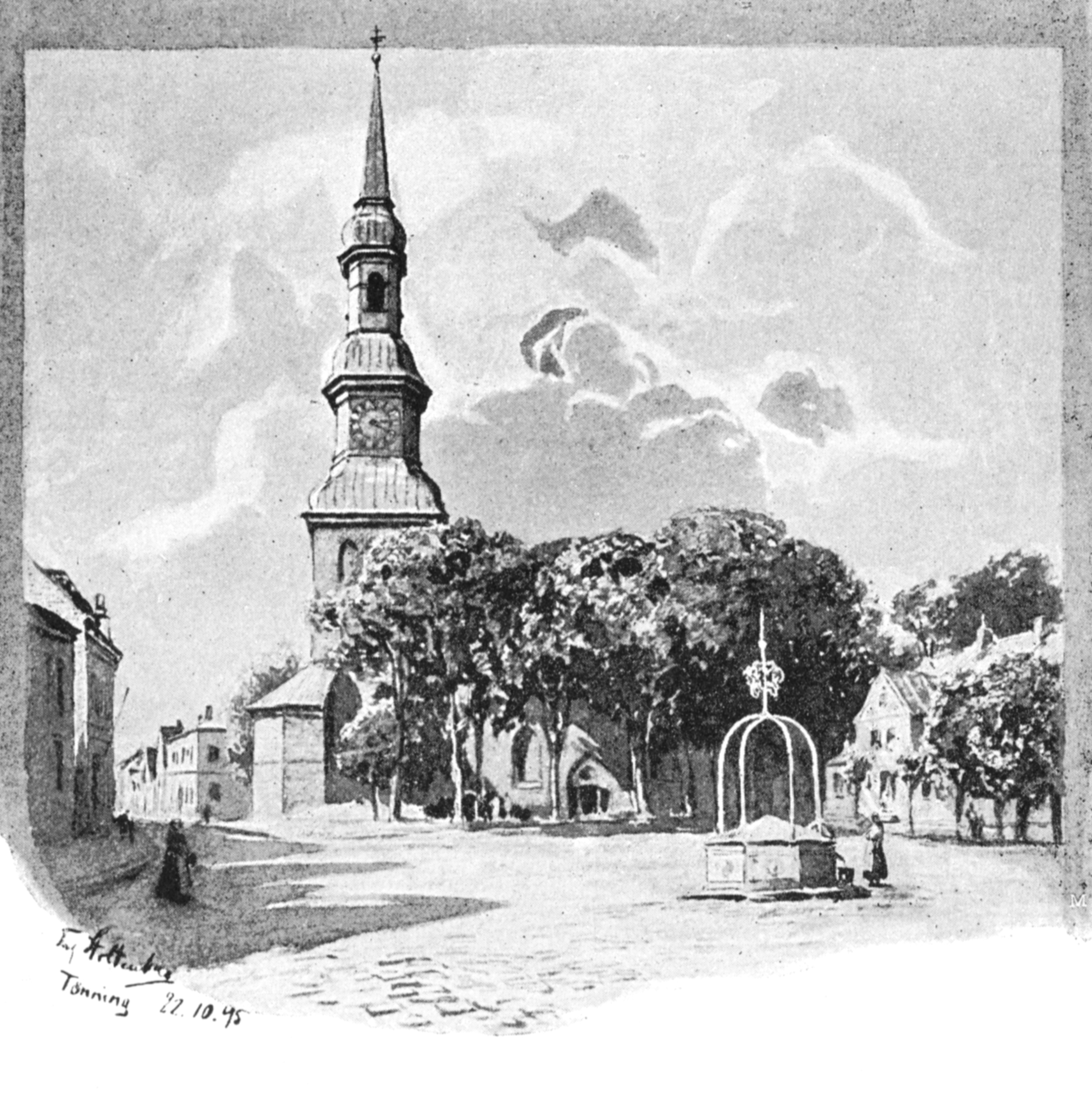
St. Laurentius um 1895

Die Tönninger Stadtkirche trägt den Namen des Heiligen Laurentius. Bereits um 1186 wurde an der Stelle der heutigen Kirche ein Gotteshaus errichtet, das in den folgenden Jahrhunderten beständig umgebaut und erweitert wurde. Die gesamte Kirche ist in Backstein errichtet. Von dem ursprünglich romanischen Bau zeugt noch heute die Nordwand mit ihren kleinen, rundbogigen Fenstern. Die Südwand der Kirche wurde später mit den großen gotischen Fenstern modernisiert, nachdem sie wahrscheinlich im 15. Jahrhundert von den Dithmarschern schwer beschädigt worden war.
1527 setzte sich die Reformation in Tönning durch, so dass St. Laurentius lutherisch wurde. 1593 folgte dann der Einbau der ersten Orgel. Um 1633 wurde der bisherige niedrige Chor durch heutigen Chor ersetzt; obwohl schon der Zeit des frühen Barock zuzurechnen, errichtete man ihn doch in gotischer Gestalt. Während des Großen Nordischen Krieges 1700 wurden sowohl die Kirche als auch ihr Turm durch Beschuss schwer beschädigt, bis heute stecken einige Kanonenkugeln im Inneren des Mauerwerks. Während der Reparaturarbeiten 1703 wurden Kirchenschiff und Chor mit einer durchgehenden hölzernen Tonne überspannt und bis 1704 mit einem großen Deckengemälde ausgefüllt.
Nach dieser Zeit gab es bis in die Mitte des 20. Jahrhunderts nur unbedeutende Veränderungen, im 20. Jahrhundert allerdings weitreichende Renovierungen. Diese versuchten vor allem das Alte zu bewahren, nahmen aber erhebliche Änderungen an der Gebäudesubstanz vor. Ermöglicht hatte sie der gebürtige Tönninger Gert Cornils Davids durch seine Erbschaft. 1956 wurden Dach, Fußboden und Gestühl erneuert und eine Heizung in die Kirche eingebaut, dafür allerdings verschwand eine Nordempore. 1959 kamen neue Fenster im Altarraum hinzu, 1964 Teile der Südwand. 1961 bekam der Turm seine ursprüngliche Kupfer-Eindeckung zurück, 1966 und 1967 ersetzen neue Ziegelsteine im alten Klosterformat schadhaftes Mauerwerk im Kirchturm.

### Turm

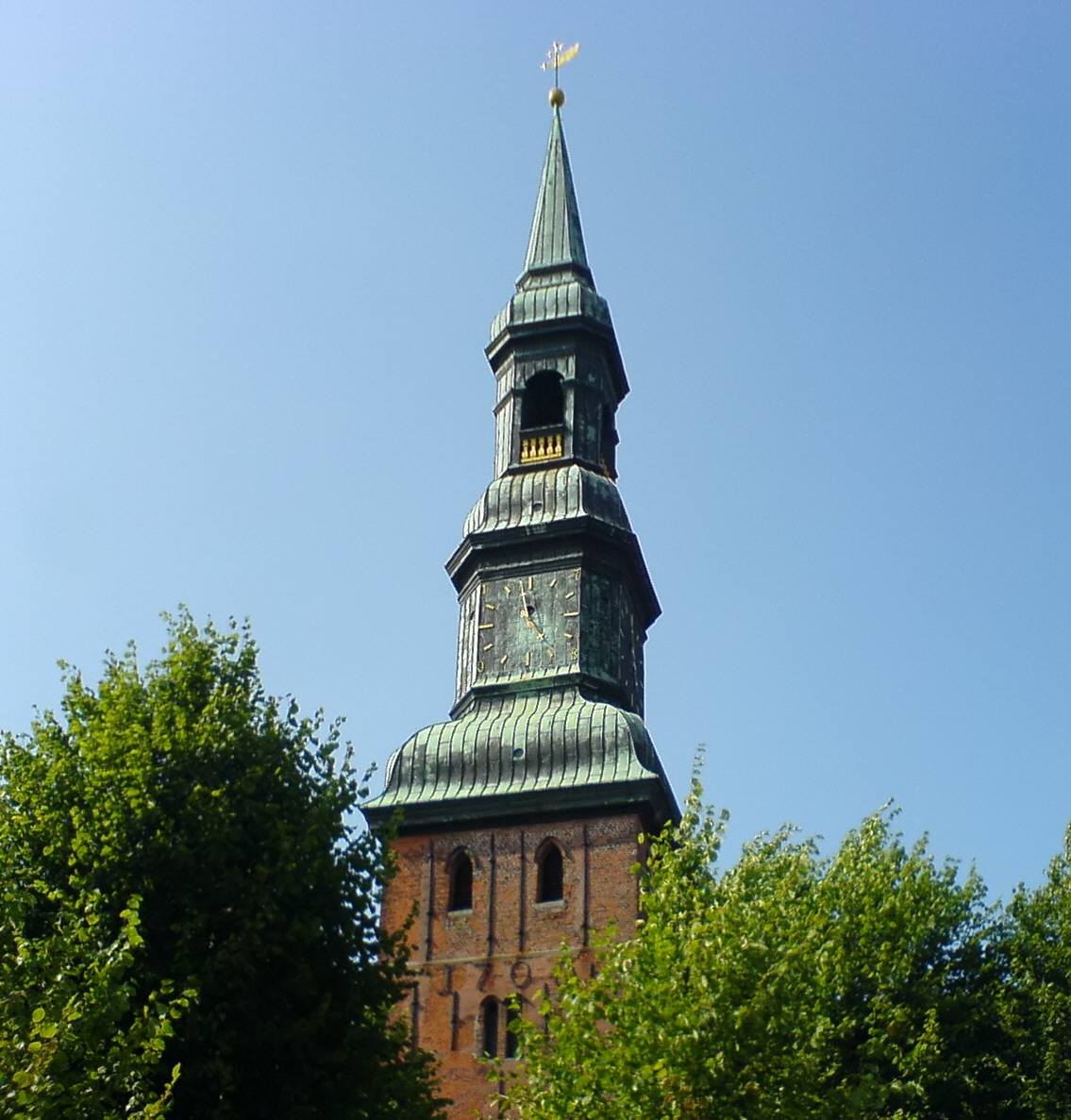
Der Tönninger Kirchturm nach dem Vorbild von St. Trinitatis in Altona

Der Turm ruht auf einem Feldsteinsockel aus seiner Erbauungszeit und wurde wie die Kirche selbst in Backstein ausgeführt, der mächtige Schaft trug im Laufe seiner Geschichte verschiedene Turmhelme. Auf Ansichten Tönnings aus dem Ende des 16. Jahrhunderts wird der Turm mit einem flachen Satteldach und einem darauf ruhenden Glockenstuhl dargestellt. Spätere Umbauten verliehen dem Helm eine schlanke Pyramidenspitze. Diese brannte nach einem Blitzschlag 1686 zum Teil aus, wurde aber darauf in der alten Gestalt wieder errichtet. Während die Armee des dänischen Königs im April/Mai 1700 die Festung Tönning während des Großen Nordischen Krieges belagerte und beschoss, stürzte der Helm schließlich ins Kirchenschiff, so dass eine umfangreiche Erneuerung von Kirche und Turm notwendig wurde.
Für die Gestaltung orientierte sich Baumeister Jacob Bläser am Turm von St. Trinitatis im damals holsteinischen Altona. Der dortige Bau war bereits bei der St.-Magnus-Kirche in Tönnings Nachbargemeinde Tating, wenn auch in kleinerem Maßstab, nachgeahmt worden. Die Bauarbeiten an dem neuen Helm dauerten von 1703 bis 1706, die Gelder hierfür wurden unter anderem durch eine Lotterie eingenommen. Der Turm war bei seiner Vollendung mit einer Höhe von 92 Metern der höchste im Gebiet des Herzogtums Schleswig. An die Belagerung und den Neubau erinnern mehrere Kanonenkugeln im Mauerwerk, ein eiserner Zahlenanker an der Südseite des Turms und die Jahreszahl 1708 an zwei Seiten des Zifferblatts. Zusammen mit den vier Türmen des Tönninger Schlosses bildete er bis zu dessen Zerstörung eine eindrucksvolle Stadtsilhouette.
1795 und 1886 schlugen Blitze in den Turm ein und verursachten einige Schäden, 1879 baute man eine neue Uhr ein. 1938 streifte ein Flugzeug den Helm, der anschließend nur notdürftig instand gesetzt wurde, die Kupferplatten wurden 1944 sogar für Kriegszwecke beschlagnahmt und die Haube darauf mit Zinkplatten gedeckt. Erst 1961 konnte der Turm mit Eindeckung aus Kupfer wieder in seinen früheren Zustand versetzt werden, so dass am Zifferblatt auch diese Jahreszahl auftaucht. 1966/1967 schließlich erneuerte die Gemeinde Teile des Mauerwerks.

### Ausstattung
Das Innere der Kirche kann mit einer reichen Ausstattung aufwarten, die größtenteils aus dem 16. und 17. Jahrhundert stammt.
- Lettner und Triumphkreuzgruppe
Der Lettner von 1635, eine halbhohe geschnitzte Eichenholzwand, trennt den Chor mit dem Altar vom Gemeinderaum. Oben ist er zu einer Empore ausgebaut, die man über eine Wendeltreppe betreten kann. Der Lettner ist durch 33 Messingsäulen (Docken) durchbrochen, die jeweils den Namen eines Stifters tragen. Über dem mittleren Gitter befinden sich in Schnitzwerk die Wappen und Initialen von Johann Adolph Kielmann von Kielmannsegg und von Marie Elisabeth, geborene von Osterhausen.
Über dem Lettner hängt ein spätgotisches Triumphkreuz aus der Zeit um 1500. Es zeigt einen realistisch abgebildeten Jesus als hageren Sterbenden, neben ihm sind Johannes und Maria. Am den Kreuzenden finden sich quadratische Evangelistensymbole.

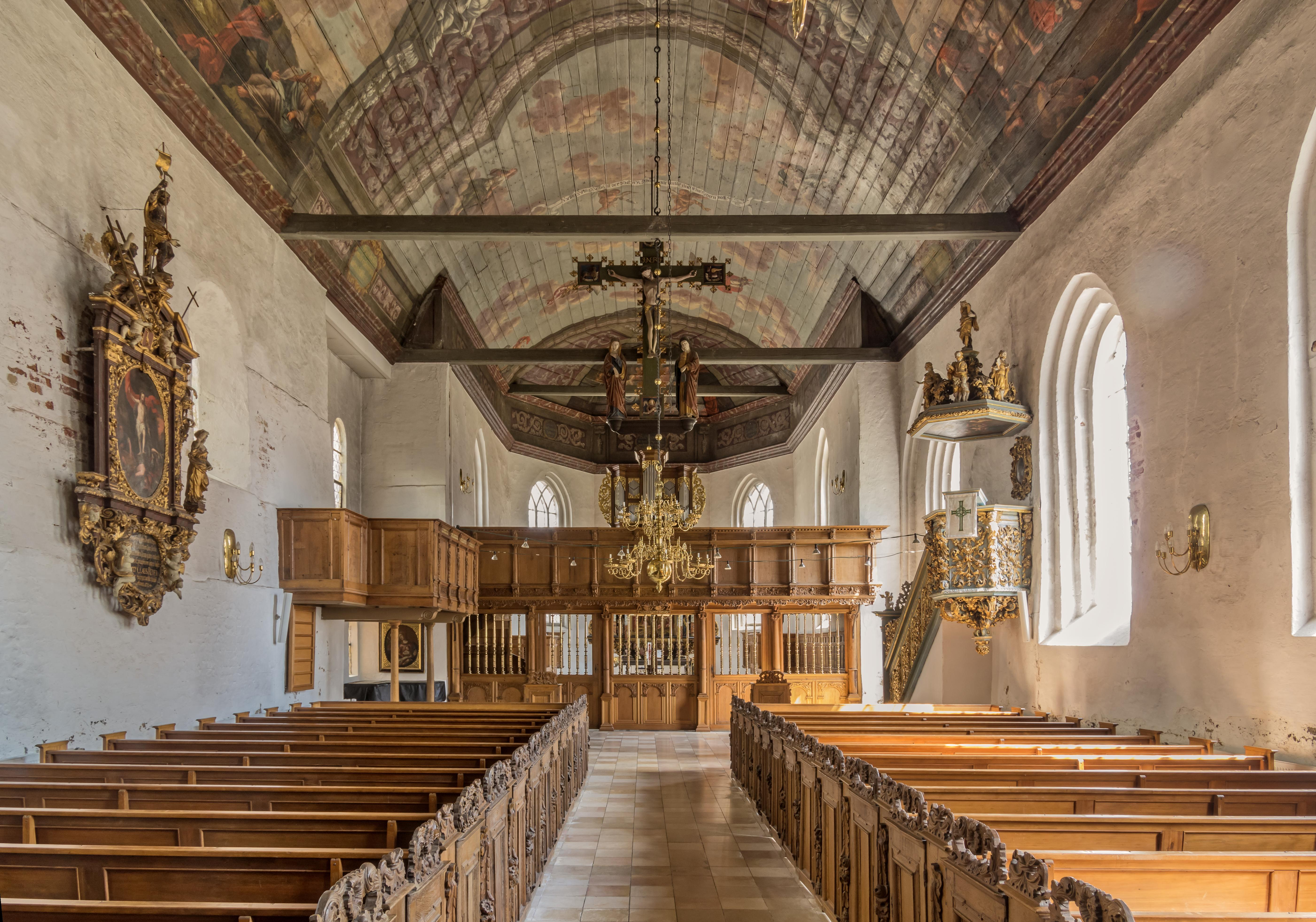
Blick zum Chorraum mit dem Lettner
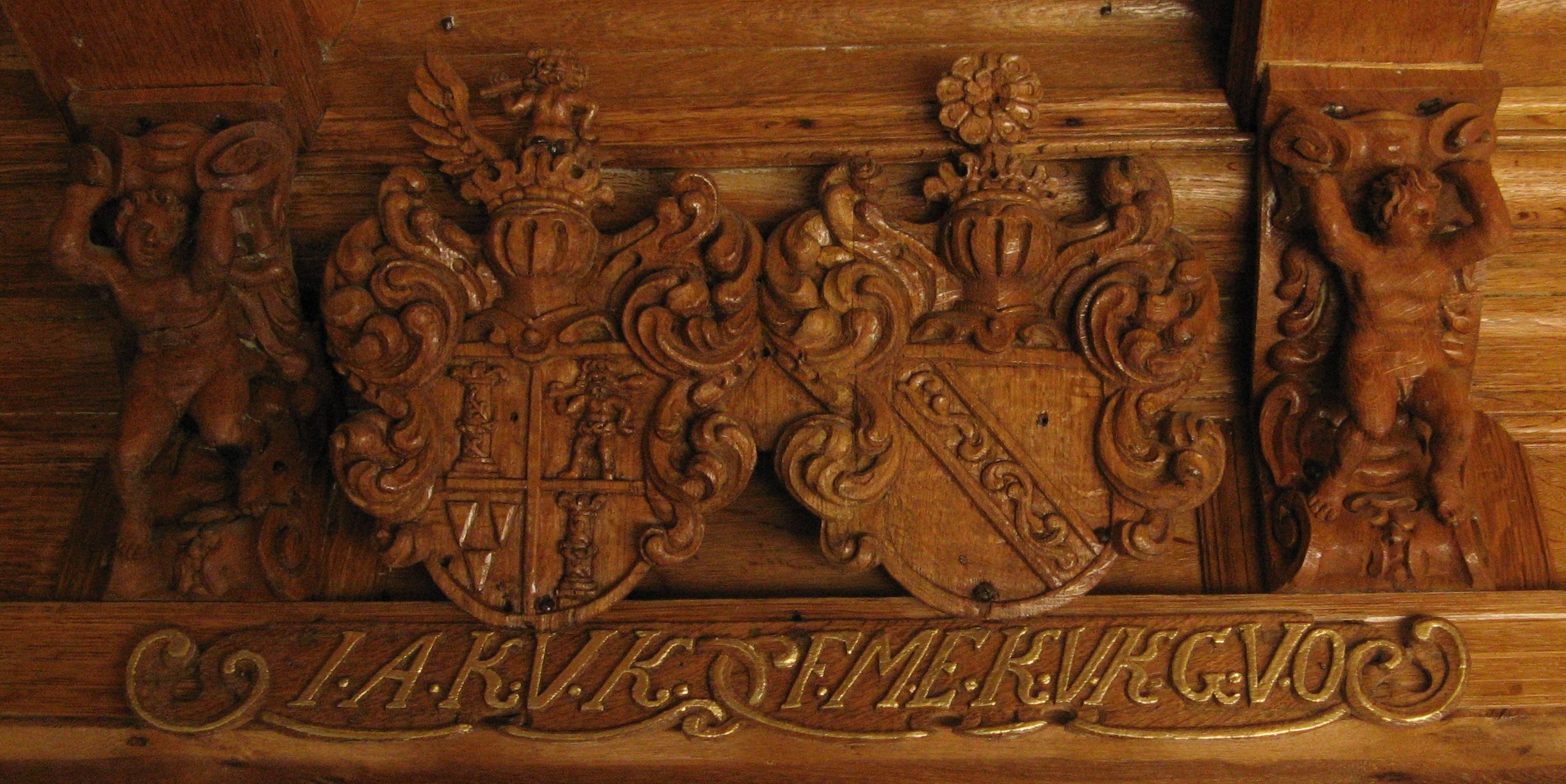
Geschnitzte Wappen im Lettner (nachträglich zugefügt)
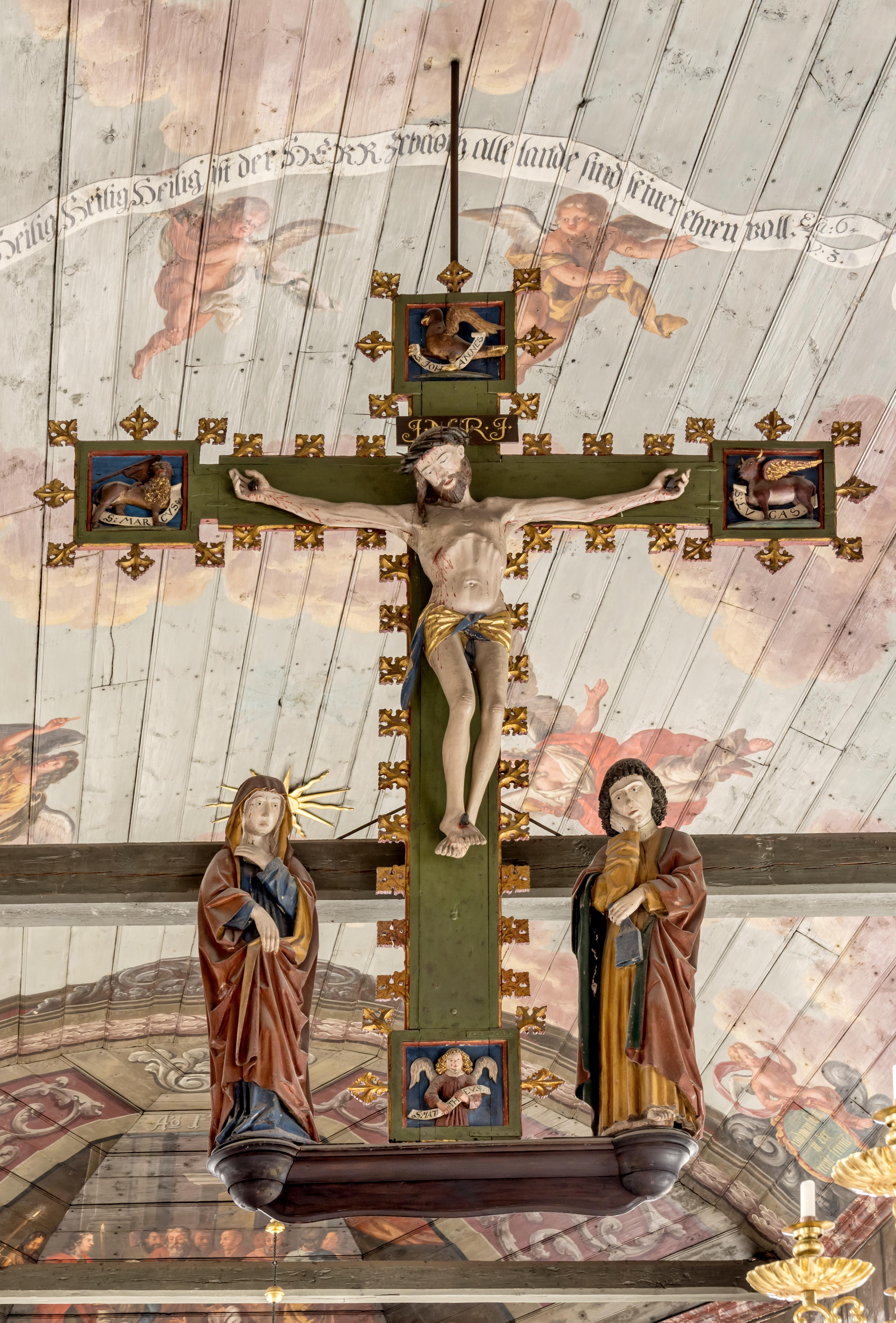
Triumphkreuzgruppe mit Christus, Maria und Johannes
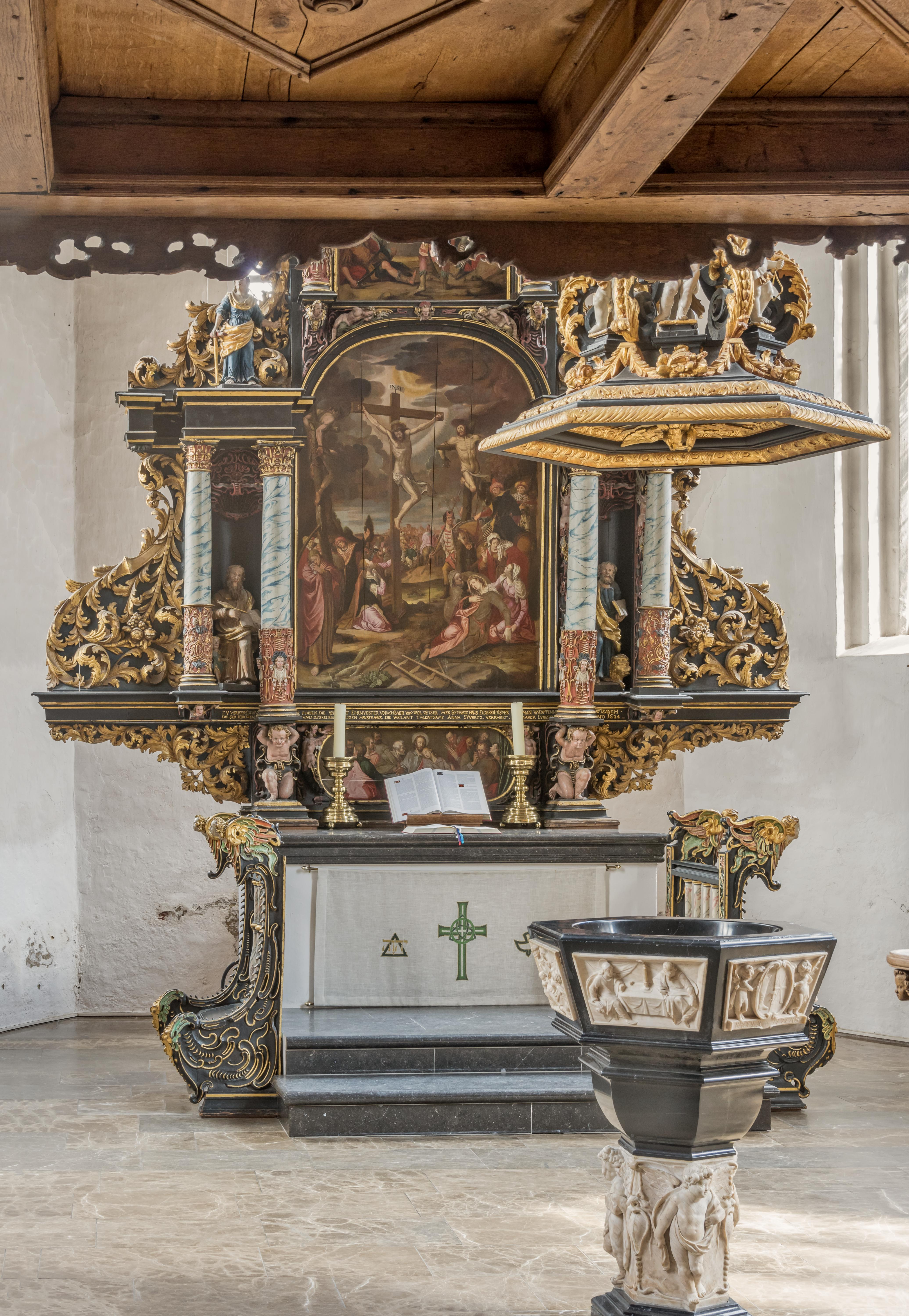
Altar und Taufstein

- Altar
Im mit Marmorplatten ausgelegten Chor befindet sich ein acht Meter hoher Gemäldealtar, dessen Hauptmotiv die Kreuzigung Jesu bildet. Der Altar stammt in seiner Grundform von 1634, nach der Beschädigung 1700 wurde er mit weiteren Schnitzereien versehen. Unterhalb des Hauptgemäldes ist eine Abbildung des Abendmahls, oberhalb eine Auferstehung. Der Maler der beiden oberen Bilder ist unbekannt, es handelt sich um manieristische Gemälde, die typisch für den Übergang von Renaissance ins Barock sind. Der Stil ähnelt dem des Marten von Achten und seiner Schule. 1962/1963 restaurierte ihn Barbara Rendtorff.
- Taufstein
Ebenfalls im Chor steht der Taufstein. Laut Kirchenchronik wurde der Stein aus schwarzem Marmor und Alabaster im Jahr 1641 vom Schuster Broder Peters gestiftet. Der vermutlich von Hans Ochs geschaffene Taufstein besitzt sechs Reliefs, von denen eins die Hausmarken des Schusters zeigt: Schaftstiefel und Schusterwerkzeuge. Die anderen fünf Reliefs zeigen klassische Bildmotive vieler Taufsteine: Geburt, Beschneidung und Taufe Christi, „lasset die Kindlein zu mir kommen“ und das Gespräch Jesu mit Nikodemus. Der dazugehörige Taufdeckel stammt aus dem Jahr 1704 und zeigt sechs musizierende Putten zwischen einem rankenartigen Schnitzwerk. Gekrönt wird es von Johannes dem Täufer und einer Taube, die den Heiligen Geist symbolisiert.
- Kanzel
Die Kanzel stammt aus dem Jahr 1703, wahrscheinlich fertigte sie Hinrich Röhlke aus Hamburg im barocken Stil an. Die Spende von Jacob und Jürgen Ovens sowie Jürgen Möller zeichnet sich durch ihre üppig geschnitzten und vergoldeten Ornamente aus und trägt in einer Hängetraube unterhalb des Fußbodens eine Inschrift, die auf ihre Spender hinweist. Der Kanzeldeckel zeigt an seiner Unterseite ein Pfingstgemälde, auf dem eine Taube als Symbol des Heiligen Geistes besonders gut vom Boden aus zu erkennen ist. Das ebenfalls reichhaltige Schnitzwerk krönt eine Moses-Figur, die unten von den vier Evangelisten umgeben ist.

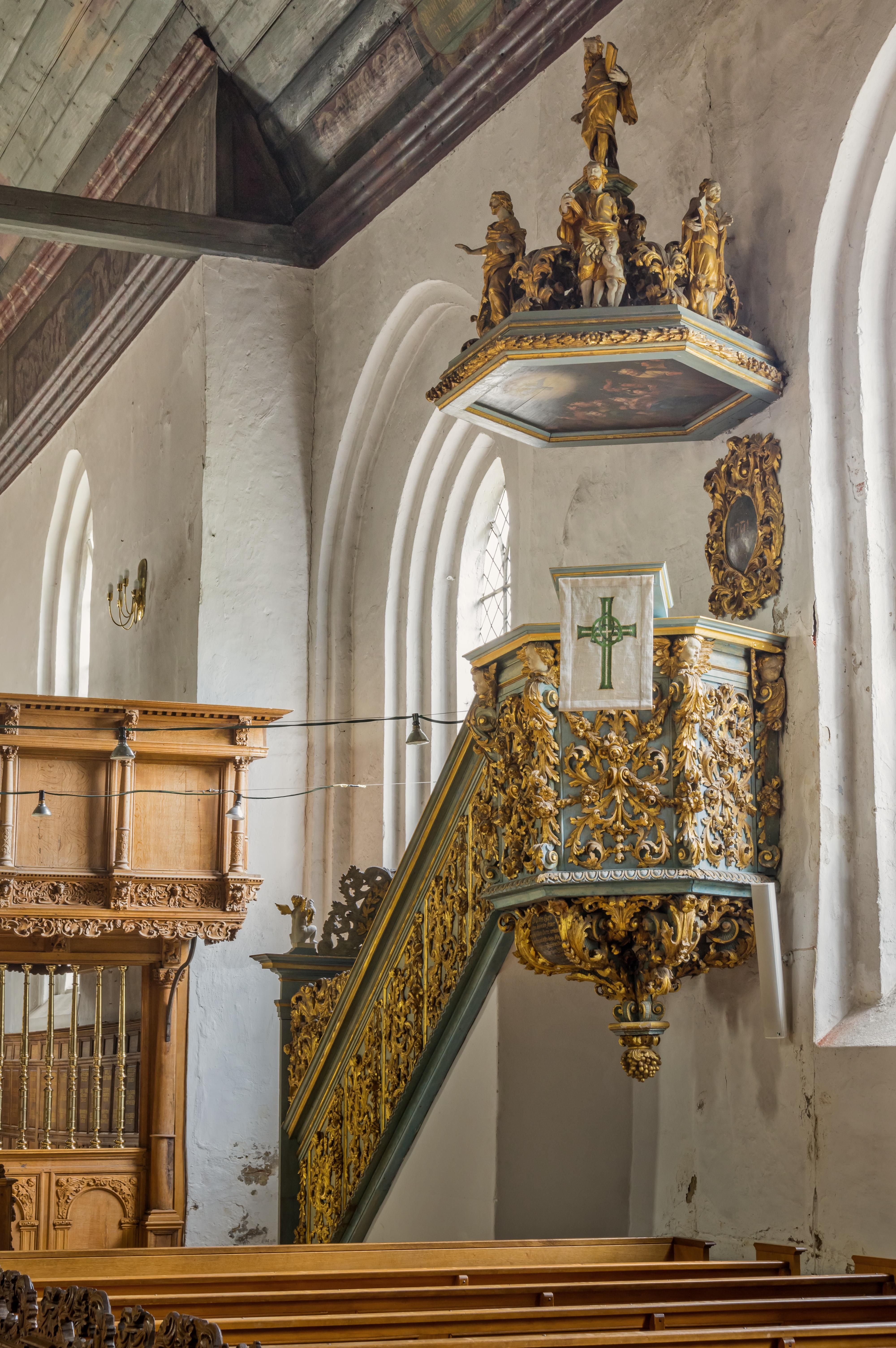
Die Kanzel ist mit Gehängen, Girlanden und Laubwerk verziert.
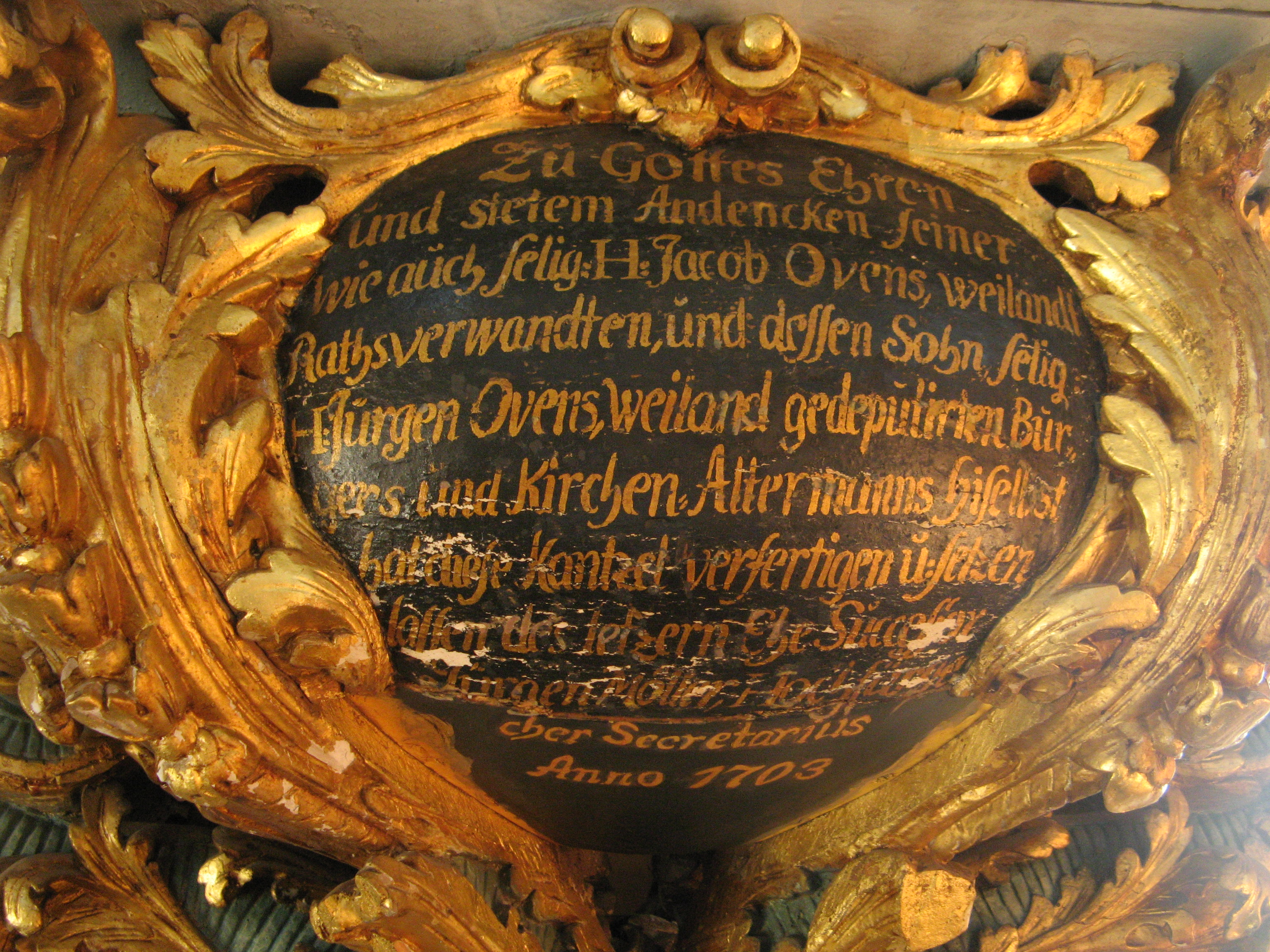
Inschrift in der Hängetraube unter der Kanzel
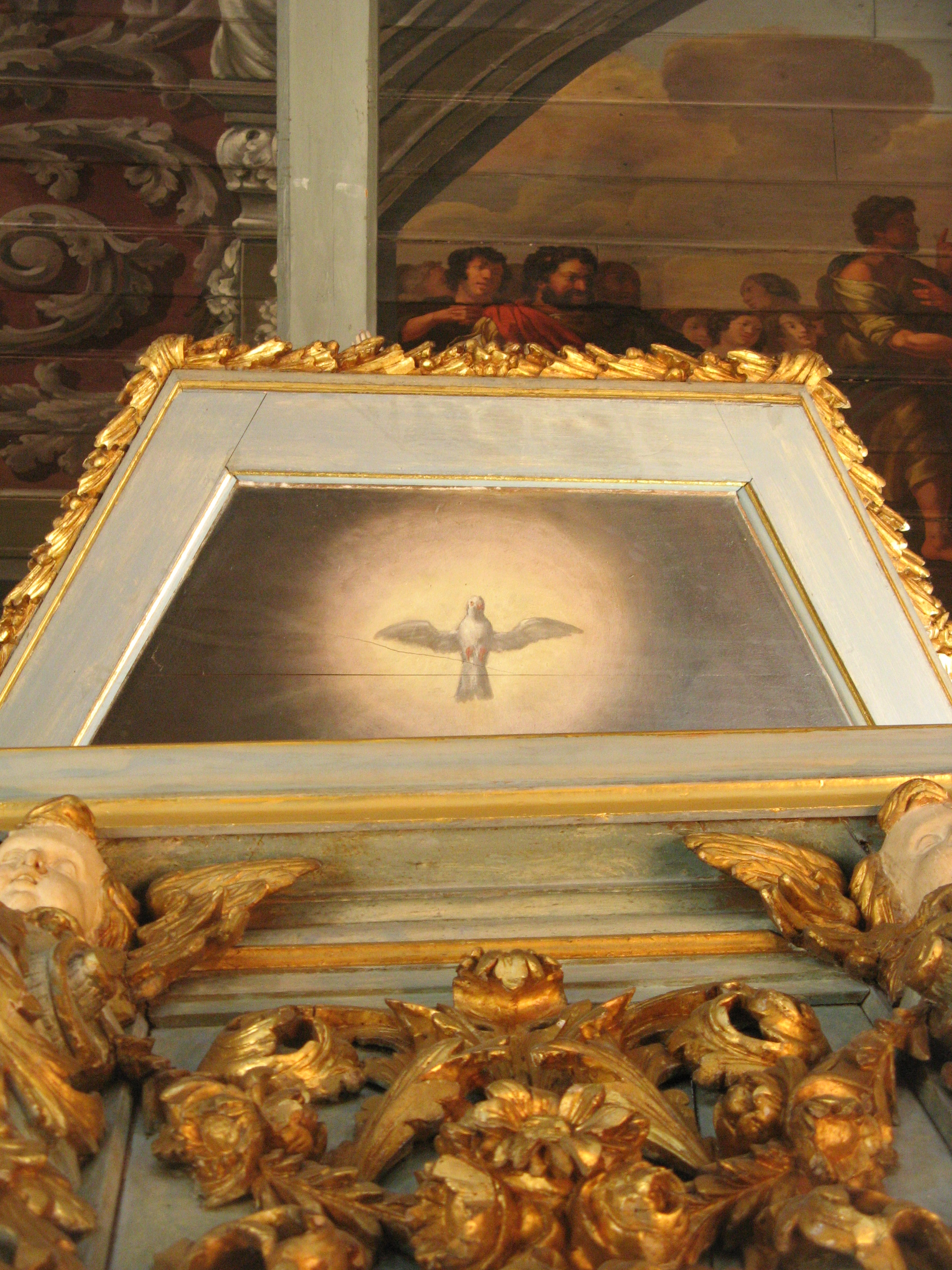
Blick zum Kanzeldeckel mit Pfingstgemälde.

- Deckengemälde, Gestühl
Das mächtige Deckengemälde fertigte Barthold Conrath aus Hamburg im Jahr 1704 an, eine umfangreiche Restaurierung fand 1961 statt. Es handelt sich um eine der bedeutendsten Barockmalereien in Schleswig-Holstein.
Das Gemeindegestühl stammt vom Anfang des 18. Jahrhunderts, enthält aber auch Zwischenstücke eines älteren Gestühls aus dem 17. Jahrhundert.

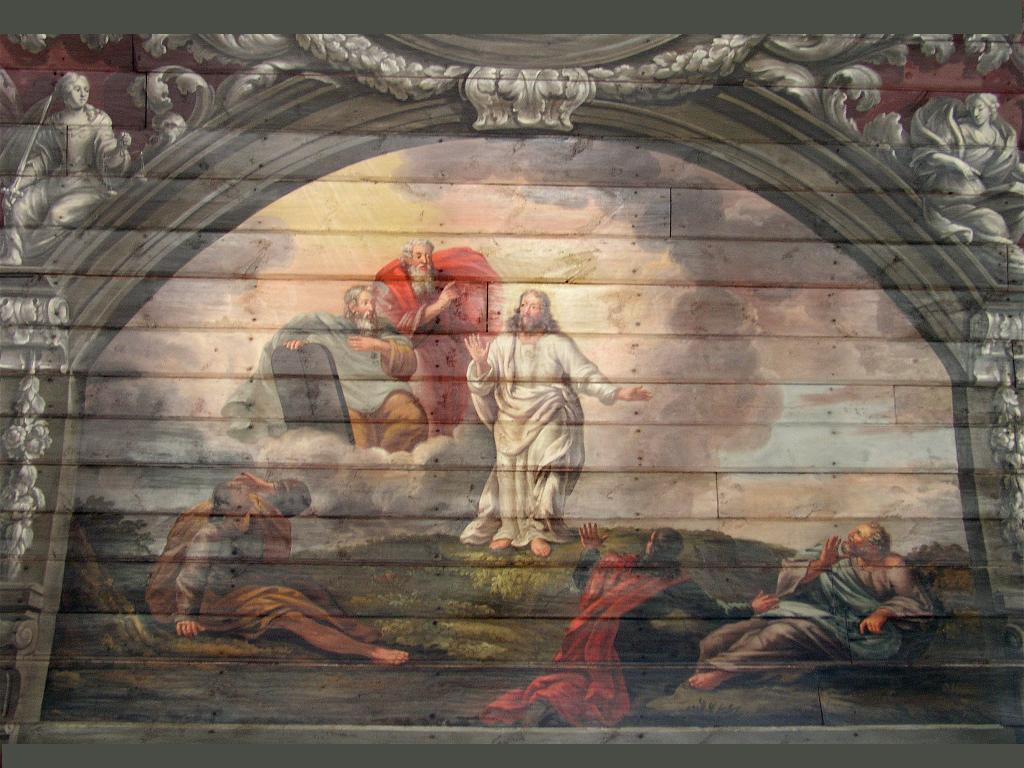
Teil des Deckengemäldes: Christus auf dem Berg Tabor
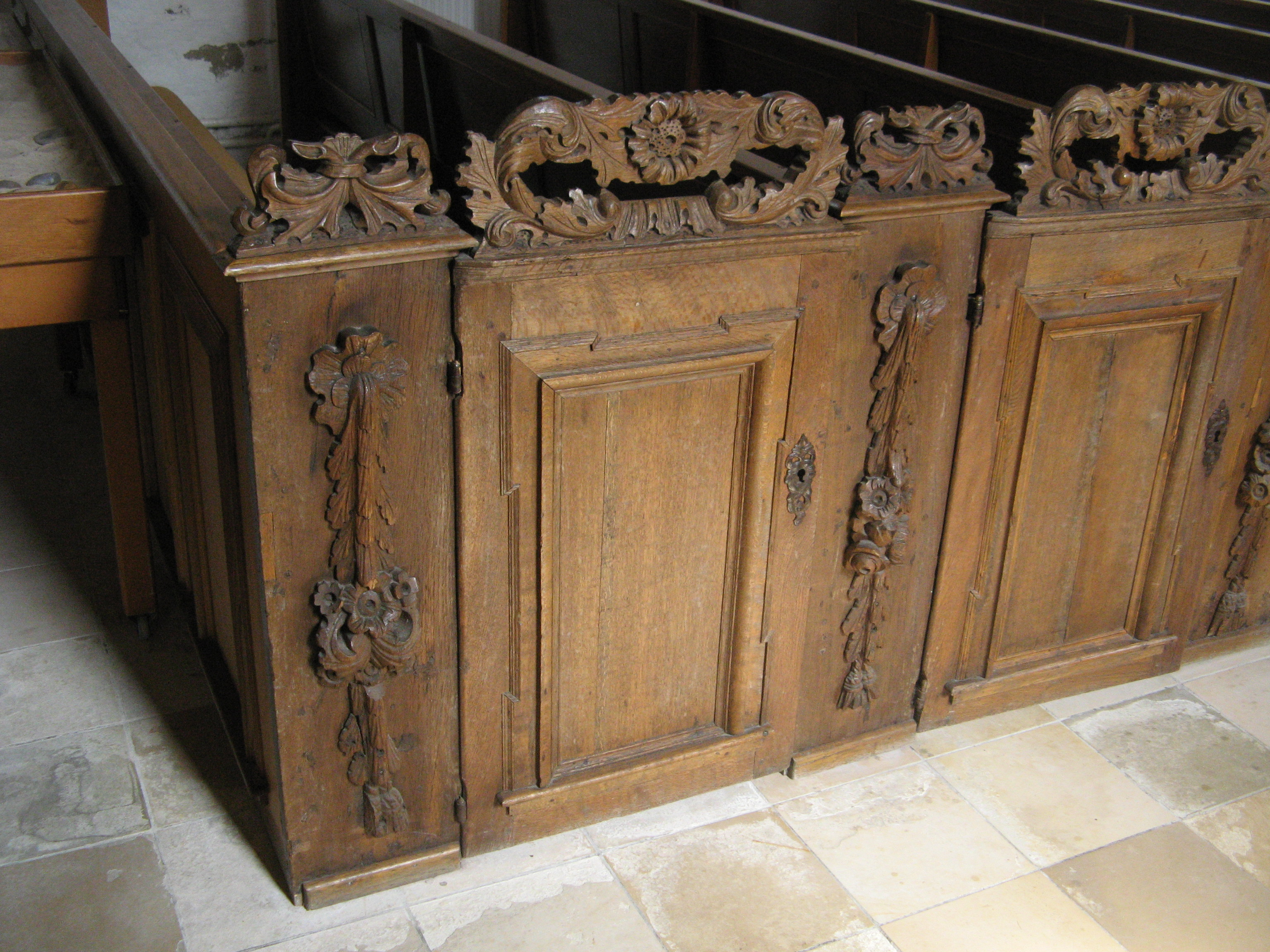
Das Gemeindegestühl mit Arkantusschnitzwerk

## Orgeln

### Hauptorgel

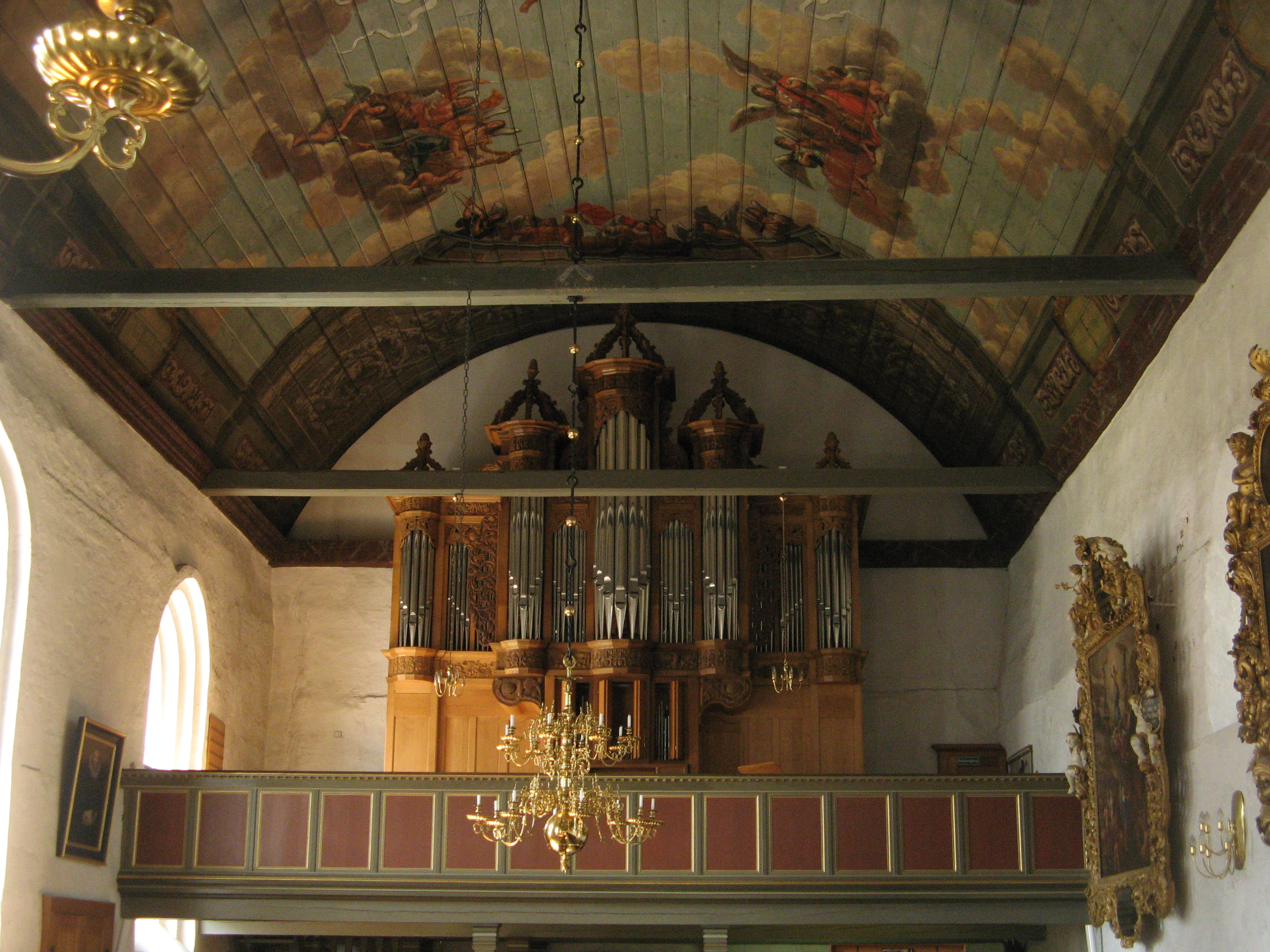
Empore mit Orgelprospekt und ausgemalter hölzerne Decke.

Die Barockorgel von Joachim Richborn aus dem Jahr 1681 wurde 1848 von der Firma Marcussen (damals Marcussen und Reuter) substanzverändernd umgebaut. Das Rückpositiv wurde entfernt und das Instrument dem Zeitgeschmack angepasst. 1902 wurde die Orgel von Wilhelm Sauer neu gebaut. Das historische Gehäuse wurde durch Seitenfelder ergänzt, um den neuen, raumgreifenden pneumatischen Windladen einen passenden Platz zu ermöglichen. Ein Umbau der systembedingt störanfällig gewordenen Orgel im Jahr 1961 durch Hans Joachim Düngel blieb unbefriedigend. 1978 erneuerte Hinrich Otto Paschen das Werk unter Beibehaltung des gewachsenen Gehäuses, wobei die 1902 angefügten Seitenfelder etwas nach hinten versetzt wurden, um die ursprünglichen Optik der ehemaligen Barockorgel deutlicher hervorzuheben. Die Orgel verfügt seitdem über 41 Register, die auf drei Manuale und Pedal verteilt sind. Die Registertraktur der Orgel ist elektrisch, die Spieltraktur mechanisch.
Die Disposition lautet wie folgt:
|     | Hauptwerk C–f3    |        |
| 1.  | Pommer            | 16′    |
| 2.  | Prinzipal         | 08′    |
| 3.  | Holzgemshorn      | 08′    |
| 4.  | Oktave            | 04′    |
| 5.  | Koppelflöte       | 04′    |
| 6.  | Nasat             | 02 ⁄3′ |
| 7.  | Oktave            | 02′    |
| 8.  | Spitzflöte        | 02′    |
| 9   | Cornett V (ab g0) |        |
| 10. | Mixtur V          | 01 ⁄3′ |
| 11. | Trompete          | 08′    |
|     |                   |        |

|     | Schwellwerk C–f3       |     |
| 12. | Holzgedackt            | 08′ |
| 13. | Quintade               | 08′ |
| 14. | Viola da gamba (Sauer) | 08′ |
| 15. | Schwebung (Sauer)      | 08′ |
| 16. | Italienisch Prinzipal  | 04′ |
| 17. | Flute octaviante       | 04′ |
| 18. | Spitzprinzipal         | 02′ |
| 19. | Cornettino II-III      |     |
| 20. | Scharf IV-V            | 01′ |
| 21. | Holzdulzian            | 16′ |
| 22. | Hautbois               | 08′ |
|     | Tremulant              |     |
|     | Glockenspiel (f–d3)    |     |
|     |                        |     |

|     | Brustwerk C–f3 (schwellbar) |       |
| 23. | Bleigedackt                 | 8′    |
| 24. | Rohrflöte                   | 4′    |
| 25. | Prinzipal                   | 2′    |
| 26. | Sifflöte                    | 1 ⁄3′ |
| 27. | Oktävlein                   | 1′    |
| 28. | Sesquialtera II 0           |       |
| 29. | Zimbel IV                   | 1⁄2′  |
| 30. | Cromorne                    | 8′    |
|     | Tremulant                   |       |

|     | Pedal C–f1      |         |
| 31. | Prinzipal       | 16′     |
| 32. | Subbass         | 16′     |
| 33. | Quinte          | 10 2⁄3′ |
| 34. | Oktave          | 08′     |
| 35. | Gedacktbass     | 08′     |
| 36. | Choralflöte     | 04′     |
| 37. | Nachthorn       | 02′     |
| 38. | Hintersatz IV 0 | 02 ⁄3′  |
| 39. | Posaune         | 16′     |
| 40. | Holztrompete    | 08′     |
| 41. | Clarine         | 04′     |

- Koppeln: SW/HW, BW/HW, BW/SW, HW/P, SW/P, BW/P
- Spielhilfen: 4000 Setzerkombinationen, Crescendowalze, Zungeneinzelabsteller

### Lettnerorgel

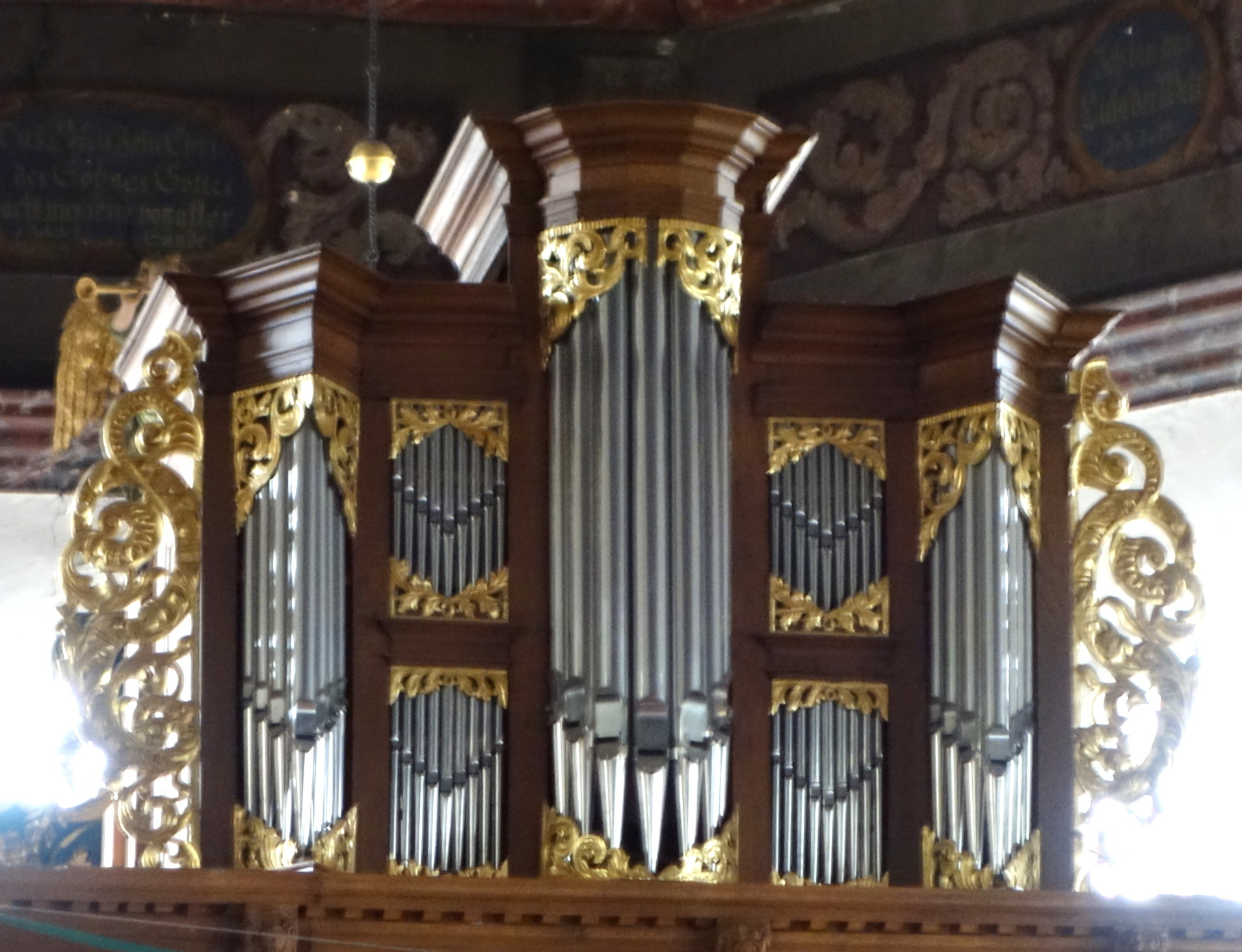
Lettnerorgel

Eine Besonderheit in Schleswig-Holstein ist die Lettner-Orgel, die auf dem Lettner steht und die Hauptorgel ergänzt. Sie geht auf eine Stiftung des Ratsmannes Peter Tetens aus dem Jahr 1739 zurück, da die Hauptorgel zu dieser Zeit in einem sehr schlechten Zustand war. Nach einer eher unrühmlichen Vorgeschichte der Vernachlässigung sammelten die Tönninger Bürger schließlich, um 1948 ein neues Orgelwerk von der Lübecker Firma Kemper in das historische Gehäuse einbauen zu lassen, wobei die Spielmechanik und Teile des Werkes bereits 1968 durch Hinrich Otto Paschen wieder erneuert und 1991 generalüberholt werden mussten.
Die Disposition der Lettnerorgel lautet wie folgt:
| Manual C–f3 geteilt zwischen h0 und c1 |       |     |
| Gedackt                                | 8′    | D/B |
| Prinzipal                              | 4′    | D/B |
| Rohrflöte                              | 4′    | D/B |
| Oktave                                 | 2′    | D/B |
| Quinte                                 | 1 ⁄3′ | D/B |
| Scharf III                             |       | D/B |
| Regal                                  | 8′    | D/B |

| Pedal C–d1 |     |
| Subbass    | 16′ |

- Koppeln: M/P
- Tremulant

## Gemeinde
Die Kirchengemeinde fusionierte 2008 mit den Gemeinden der Nikolaikirche in Kotzenbüll und der Laurentiuskirche des nach Tönning eingemeindeten Dorfs Kating zur Kirchengemeinde Tönning-Kating-Kotzenbüll.